# NGC 7462
NGC 7462 est une galaxie spirale barrée relativement rapprochée et vue par la tranche. Elle est située dans la constellation de la Grue. Sa vitesse par rapport au fond diffus cosmologique est de 815 ± 18 km/s, ce qui correspond à une distance de Hubble de 12,0 ± 0,9 Mpc (∼39,1 millions d'al). NGC 7462 a été découverte par l'astronome britannique John Herschel en 1834.
La classe de luminosité de NGC 7462 est II-III et elle présente une large raie HI.
À ce jour, 22 mesures non basées sur le décalage vers le rouge (redshift) donnent une distance de 10,983 ± 2,347 Mpc (∼35,8 millions d'al), ce qui est à l'intérieur des valeurs de la distance de Hubble.

## Groupe de NGC 7424
NGC 7462 est membre du groupe de galaxies de NGC 7424. Selon le site « Un Atlas de l'Univers » de Richard Powell, le groupe de NGC 7424 comprend au moins 4 galaxies, soit NGC 7412A, NGC 7424, NGC 7456 et NGC 7462.

## Galerie

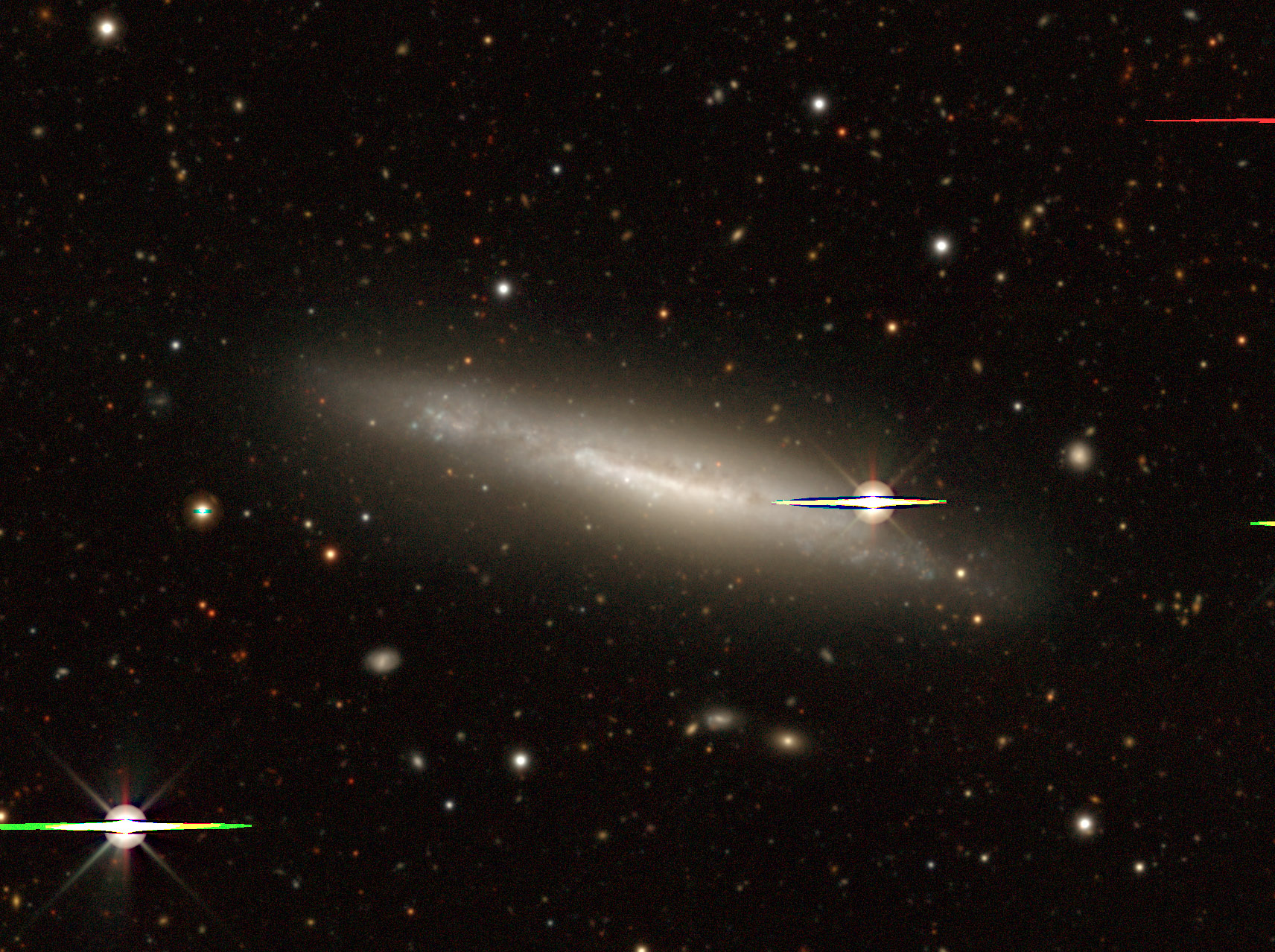
NGC 7462 par le projet « Legacy Surveys DR10 »[7].
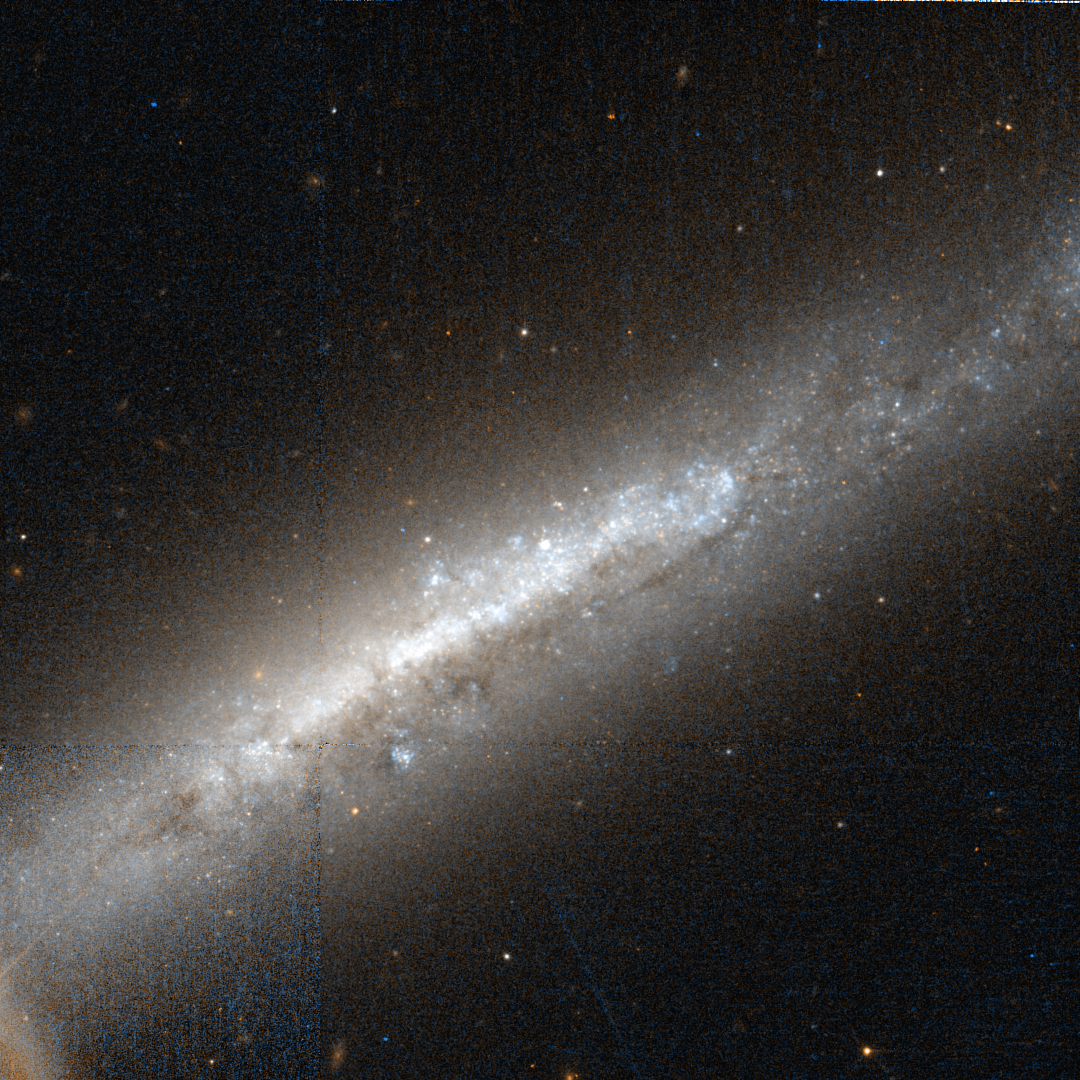
NGC 7462 imagée par le télescope spatial Hubble.
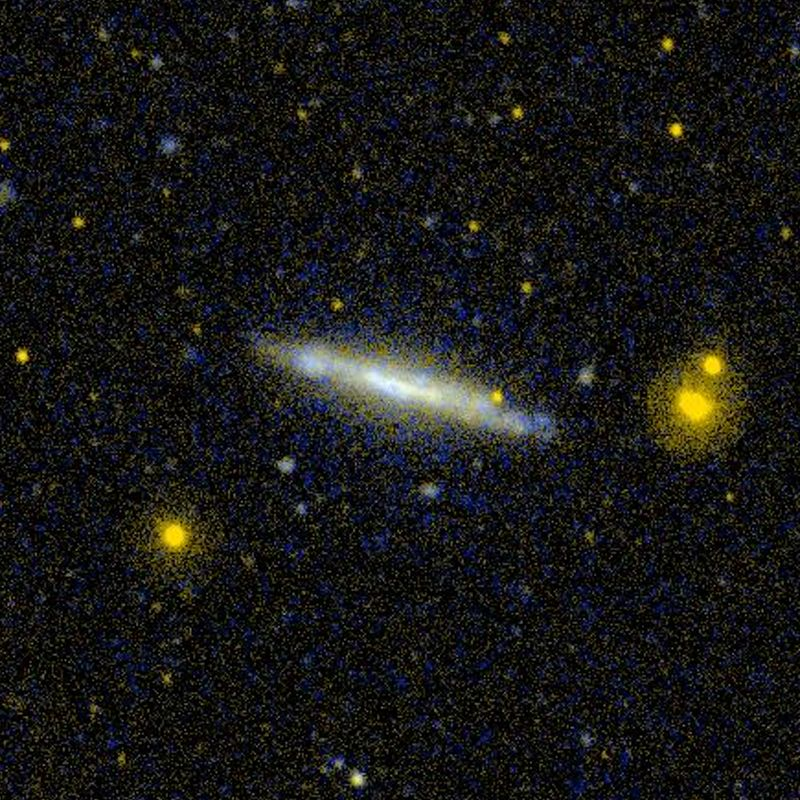
NGC 7462 vue en ultraviolet par le télescope spatial GALEX.